# Robby Krieger
Robert Alan Krieger (Los Angeles, Kalifornija, 8. siječnja 1946.), je američki jazz i rock gitarist, poznat kao gitarist rock grupe The Doors. 

## Život i rad
Za grupu The Doors napravio je skladbe poput "Light My Fire", "Runnin", "Blue", "Love Her Madly" i "Touch Me". nakon Morrisonove smrti, preuzima ulogu pjevača zajedno s klavijaturistom Ray Manzarek. Nakon raspada The Doorsa 1973. osnovao je osobnu grupu pod nazivom "The Robby Krieger Band", koja se također nakon kratkog vremena raspala.
S kolegama iz The Doorsa John Densmore i Jess Roden osnovao je kratkotrajnu grupu pod nazivom Butts Band. 
Svirao je gitaru na raznim snimkama za Blue Öyster Cult. 1990. nastupa s Eric Burdon na plaži Ventura u California. Koncert je nezakonito proizveo CD koji bi također mogao uključivati pjesme The Doorsa, objavljen kao DVD 2008. pod nazivom "Eric Burdon - Live At The Ventura Beach California".
Zbog nesuglasica s bivšim članovima The Doorsa, Krieger je osnovao novu grupu pod nazivom The Doors of the 21st Century. U parnici oko imena benda koja je završila u korist John Densmore, bivši član The Doorsa, Krieger je ponovno promijenio ime benda u Riders on the Storm.
Osim Kriegera i Manzareka, grupu čine Brett Scallions (koji se mijenja kao pjevač Ian Ausburya), bubnjar Ty Dennis i bas gitara Phil Chen.

## Diskografija

### The Doors
- 1967: The Doors
- 1967: Strange Days
- 1968: Waiting for the Sun
- 1969: The Soft Parade
- 1970: Morrison Hotel
- 1971: L.A. Woman
- 1971: Other Voices
- 1972: Full Circle
- 1978: An American Prayer

### Solo
- 1974: The Butts Band
- 1977: Robby Krieger & Friends
- 1982: Versions
- 1989: No Habla
- 1993: The American Motorcycle Soundtrack
- 1995: Robby Krieger Organization Live
- 2000: Cinematix

## Vanjske poveznice
- Službena stranica